# Air Wisconsin
Air Wisconsin Airlines Corporation ist eine amerikanische Regionalfluggesellschaft mit Sitz in Appleton (Wisconsin). Hauptbasis der Air Wisconsin ist der Outagamie County Regional Airport in Greenville (Wisconsin) in der Nähe von Appleton. Sie flog für US Airways unter der Marke US Airways Express. Heute werden die Flugzeuge für American Eagle betrieben.

## Geschichte

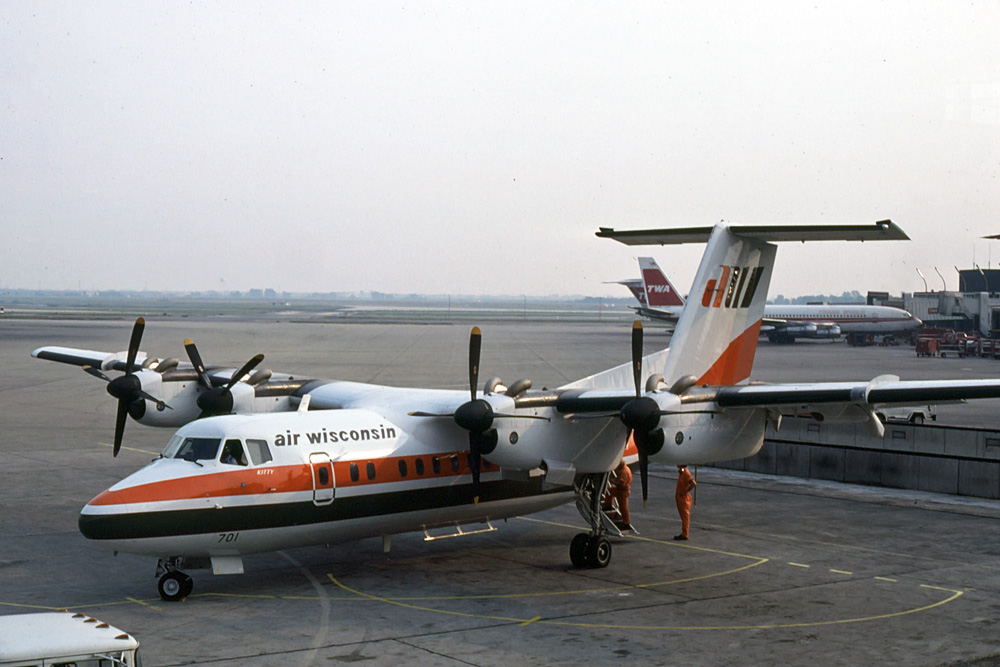
De Havilland Canada DHC-7 der Air Wisconsin, Chicago O’Hare 1979

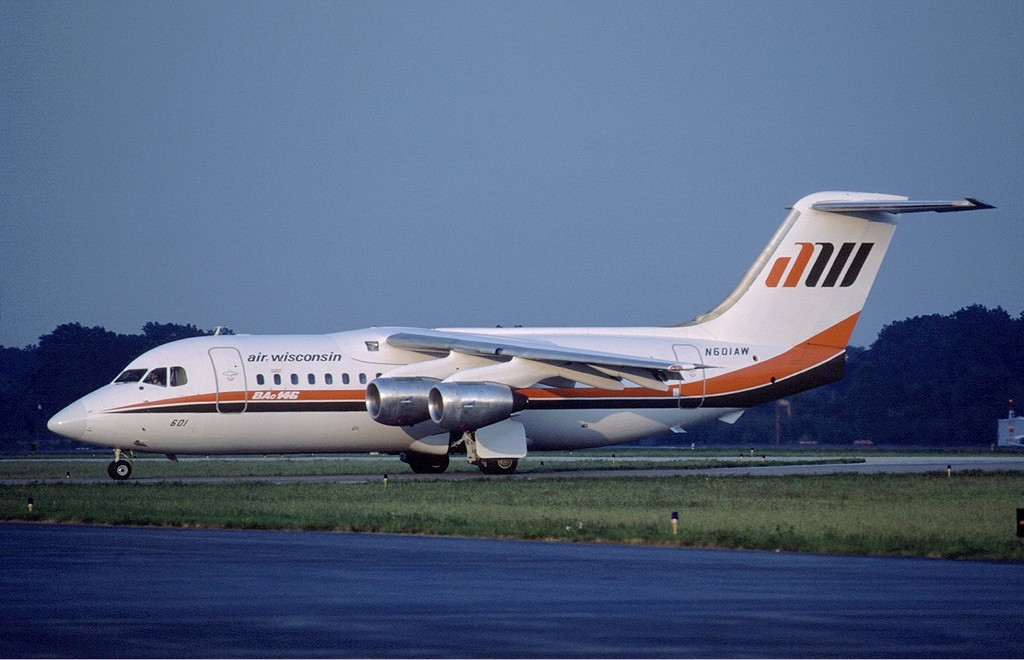
BAe 146-200 der Air Wisconsin, Toledo 1983

Air Wisconsin wurde 1965 gegründet, um Appleton mit Chicago zu verbinden, später wurde das Streckennetz über die ganzen USA ausgedehnt. Dies geschah durch Fusionen mit den Fluggesellschaften Mississippi Valley Airlines 1985 und Aspen Airways 1991. 1993 wurde Air Wisconsin von privaten Anlegern aufgekauft.
Air Wisconsin leistete Pionierarbeit beim Codesharing mit United Express, betrieb ihre Flotte an Regional-Jets unter dem Namen United Express und wurde die größte regionale Fluggesellschaft in den 1980er-Jahren. Sie flogen als Zubringer für AirTran unter dem Namen AirTran JetConnect, diese Zusammenarbeit wurde im Juli 2004 eingestellt, ebenso wie die Kooperation mit United Airlines im April 2006.
Air Wisconsin fliegt ausschließlich Regional- und Zubringerflüge für US Airways unter der Dachmarke US Airways Express, nachdem Air Wisconsin 175 Mio. US-Dollar in US Airways investiert hatte. Sie betreibt Stationen in Philadelphia, Washington National und Norfolk/Virginia.
Infolge der 2013 eingeleiteten Fusion von US Airways und American Airlines führte das Unternehmen seinen Flugbetrieb im Auftrag von American Eagle bis 2018 durch.
Im März 2017 wurde bekannt, dass Air Wisconsin nach dem Auslaufen des Vertrages für American Eagle, mit einem Fünfjahresvertrag erneut für United Express fliegt.
Im August 2022 wurde bekannt, dass Air Wisconsin nach dem Auslaufen des Vertrages für United Express, mit einem Fünfjahresvertrag erneut für American Eagle fliegt.

## Flotte

### Aktuelle Flotte
Mit Stand November 2024 besteht die Flotte der Air Wisconsin aus 62 Flugzeugen mit einem Durchschnittsalter von 22,2 Jahren:

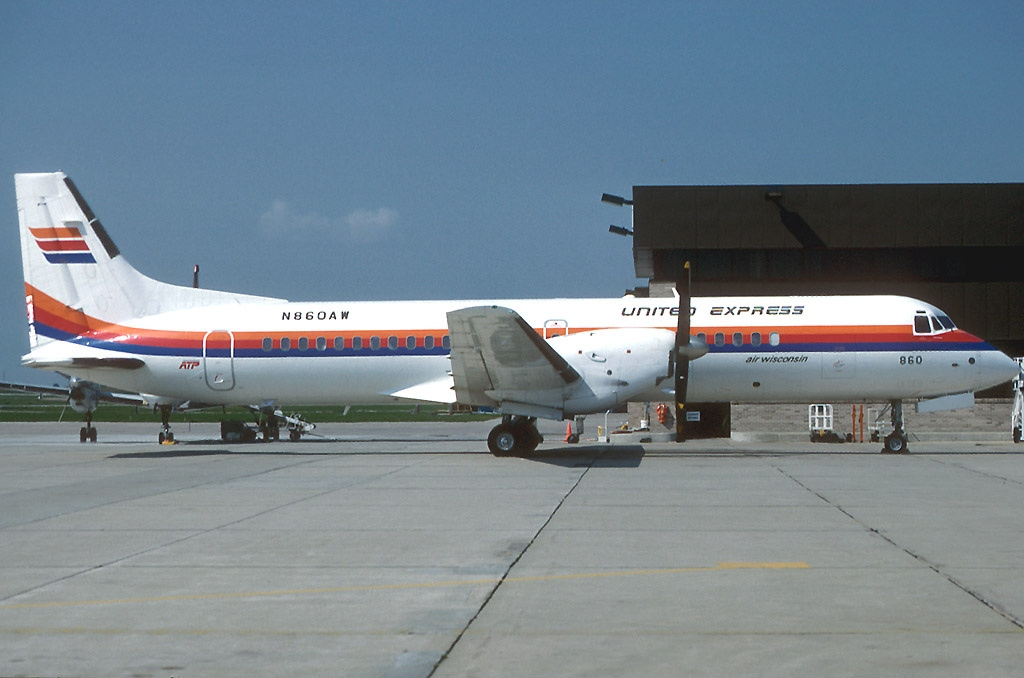
British Aerospace ATP der Air Wisconsin, Appleton 1991

| Flugzeugtyp       | Anzahl | bestellt | Anmerkungen                              | Sitzplätze |
| ----------------- | ------ | -------- | ---------------------------------------- | ---------- |
| Bombardier CRJ200 | 62     |          | 26 inaktiv; für American Eagle betrieben | 50         |
| Gesamt            | 62     | -        |                                          |            |

### Ehemalige Flugzeugtypen
In der Vergangenheit setzte Air Wisconsin bereits folgende Flugzeugtypen ein:
- BAC 1-11 Series 2006
- BAe 146-100/-200/-300
- BAe ATP
- De Havilland DHC-8-100/-300
- Dornier 328

## Zwischenfälle
- Am 29. Juni 1972 kollidierte eine Convair CV-580 der US-amerikanischen North Central Airlines (Luftfahrzeugkennzeichen N90858) mit einer de Havilland Canada DHC-6 Twin Otter der Air Wisconsin (N4043B). Beide Maschinen stürzten in den Lake Winnebago fünf Kilometer östlich von Neenah. Alle fünf Insassen der Convair (drei Besatzungsmitglieder und zwei Passagiere) sowie alle acht Insassen der Twin Otter (zwei Besatzungsmitglieder und sechs Passagiere) kamen bei dem Unfall ums Leben.[6] Die Kollision ereignete sich in einer Höhe von 2500 Fuß an einem meist klaren, aber diesigen Spätvormittag, als sich die CV-580 aus Green Bay kommend dem Wittman Regional Airport näherte. Das Air-Wisconsin-Flugzeug befand sich auf dem Weg von Sheboygan nach Appleton und beide Maschinen flogen nach Sichtflugregeln.[7][8][9]